# Marie-Amélie Fristel
Marie-Amélie Fristel, née à Saint-Malo le 10 octobre 1798 et morte à Paramé le 14 octobre 1866, est une religieuse française.
Elle consacre sa vie à l'éducation, aux pauvres et plus particulièrement aux personnes âgées. Elle fonde pour cela la congrégation des saints cœurs de Jésus et de Marie. Le 15 mai 1976, le pape Paul VI la déclare « vénérable ».

## Biographie
Fille d'un notaire, Amélie Fristel naît à Saint-Malo en Bretagne le 10 octobre 1798,. Son père meurt lorsqu'elle a trois ans. Sa mère l'emmène à Rennes où la jeune fille est confiée à sa sœur aînée qui la gouverne très fermement. Après ses cours, Amélie rend visite aux pauvres et leur donne du bois pour leur permettre de se chauffer. 
Revenue à Saint-Malo en 1818, c'est après la mort de sa mère en 1836 qu'elle se donne pleinement aux œuvres caritatives à Saint-Malo et Paramé, s'occupant de toutes les formes de pauvreté. Voyant son action, un célibataire âgé, Henri Lemarié, décide de lui léguer ses biens. Amélie Fristel hérite ainsi en 1846 de la propriété des Chesnes avec un grand jardin. Elle décide alors de se vouer aux pauvres âgés, qui pourront se promener dans le jardin et y cultiver s'ils le veulent,. 
Elle fonde en 1852 une congrégation religieuse sous le vocable des Saints-Cœurs de Jésus et de Marie. Cette congrégation est reconnue en 1859 comme congrégation enseignante et hospitalière.
Amélie Fristel meurt le 14 octobre 1866, d’un accident vasculaire cérébral à Paramé (Ille-et-Vilaine).

## Procédure de béatification
Le procès diocésain pour la cause en béatification d'Amélie Fristel s'ouvre au diocèse de Rennes de 1924 à 1925. Le dossier est ensuite transmis à Rome. Après le décret sur ses écrits et l'examen de ses vertus qui sont reconnues « héroïques », le 15 mai 1976, le pape Paul VI la déclare « vénérable ». 

## Hommages
- Une école élémentaire privée de Saint-Malo porte son nom.
- Une rue à Saint-Charles-Borromée au Canada porte aussi son nom.